# 베리 노턴

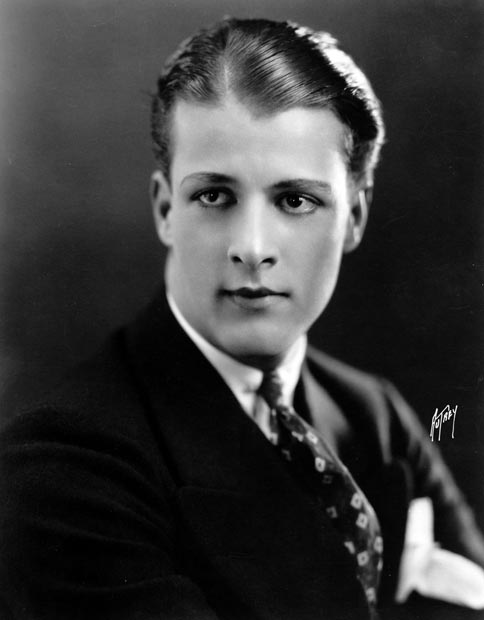

베리 노턴(Alfredo C. Birabén, 1905년 6월 16일 ~ 1956년 8월 24일)은 아르헨티나의 배우, 영화배우이다.
미국에서 태어났으며 할리우드에서 사망하였다. 사인은 심근 경색이다.

## 영화
- 왓 프라이스 글로리 (1952년)
- 선 컴스 업 (1949년)
- 살인광 시대 (1947년)
- 언제나 영원히 (1943년)
- 톰 딕 앤 해리 (1941년) - 보우러 역
- 플레이메이트 (1941년)
- 댄스, 걸, 댄스 (1940년)
- 더 골드윈 폴리스 (1938년)
- 춘희 (1936년)
- 슬픔은 그대 가슴에 (1934년)
- 하루 동안의 숙녀 (1933년)
- 드라큐라 (1931년)
- 선라이즈 (1927년)
- 검은 해적 (1926년)